# 1935 au Nouveau-Brunswick
Chronologie du Nouveau-Brunswick
- 1931
- 1932
- 1933
- 1934
- 1935
- 1936
- 1937
- 1938
- 1939

Cette page concerne des événements d'actualité qui se sont produits durant l'année 1935 dans la province canadienne du Nouveau-Brunswick.

## Événements
- 31 janvier : Hugh Havelock McLean quitte ses fonctions de lieutenant-gouverneur du Nouveau-Brunswick.
- 8 février : Murray MacLaren devient officiellement lieutenant-gouverneur du Nouveau-Brunswick.
- 27 juin : 38e élection générale néo-brunswickoise.
- 16 juillet : Allison Dysart succède à Charles Dow Richards au poste du premier ministre du Nouveau-Brunswick.
- 20 juillet : l'ancien député et ministre George Burpee Jones est nommé sénateur.
- 14 août : Antoine Léger et Benjamin Franklin Smith sont nommés sénateurs à Ottawa.
- 10 septembre : le député du Comté de Carleton Frederick C. Squires devient chef intérimaire du parti conservateur à la suite de la démission de Charles Dow Richards.
- 14 octobre : lors de l'élection générale fédérale, le Parti libéral remporte 9 sièges au Nouveau-Brunswick contre 1 pour le Parti conservateur.
- 23 octobre : Richard Bedford Bennett redevient chef de l'Opposition officielle.

## Naissances
- Eugene McGinley, ministre et député
- 16 avril : Joseph Raymond Frenette, premier ministre du Nouveau-Brunswick
- 31 mai : W.R. Jardine, député
- 17 juillet : Donald Sutherland, acteur
- 18 août : Forbes Kennedy, joueur de hockey
- 19 octobre : Roland Boudreau, ministre et député
- 7 novembre : Ronald Després, musicien, poète et traducteur
- 19 décembre : Wayne Maunder, acteur

## Décès
- 16 mars : William Frederick Todd, lieutenant-gouverneur du Nouveau-Brunswick.